# Fontaine de Minerve (Bruxelles)
Pour l’article homonyme, voir Fontaine de Minerve (Raon-l'Étape).
La fontaine de Minerve (en néerlandais : Minervafontein) est une fontaine érigée sur la place du Grand Sablon à Bruxelles en Belgique grâce à un don testamentaire de lord Thomas Bruce, 2e comte d'Ailesbury et 3e comte d'Elgin, en remerciement à la ville pour l'hospitalité qu'il y avait reçue lors de son exil.
Elle remplace depuis 1751 la fontaine qui se trouvait là depuis 1661 à l'emplacement d'un marais appelé Zavelpoel. Elle a été réalisée par Jacques Bergé.

## Description

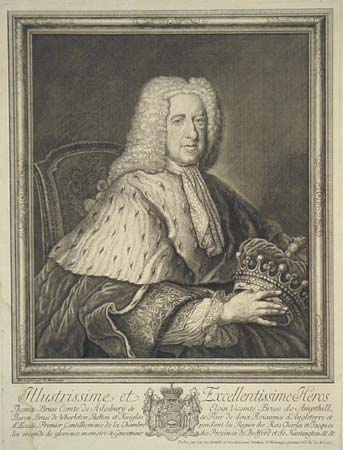
Thomas Bruce, qui a fait ériger la fontaine de Minerve.

Le socle de la fontaine porte sur ses faces latérales deux inscriptions latines, œuvre de l'écrivain Roderic de Cologne, conseiller intime du duc Charles de Lorraine. La première rappelle que le comte d'Ailesbury, pair de Grande-Bretagne (Magnae Britanniae par) l'a fait ériger en reconnaissance de l'hospitalité agréable et salutaire (Hospitio jucundo et salubri) dont il a usé pendant 40 ans dans la ville de Bruxelles, ayant pris des dispositions testamentaires en ce sens en 1740. La deuxième inscription mentionne que son héritier John Bruce, étant entré en possession des biens de son père, fit exécuter ces dispositions onze ans plus tard, en 1751, alors que « la paix était raffermie par toute la terre ». Les deux faces principales du socle sont ornées des armoiries du comte d'Ailesbury. À leur base deux cracheurs déversent chacun l'eau dans une vasque soutenue par des escaliers de pierre bleue. De chaque côté des masques cracheurs sont gravées les trois premières et les trois dernières lettres de la locution latine Fuimus (« Nous fûmes »), devise de la famille Bruce rappelant qu'ils furent rois d'Écosse au XIVe siècle. 
Le socle est surmonté d'un groupe en marbre blanc de Gênes dû au sculpteur Jacques Bergé (1693-1756), qui l'a exécuté d'après un dessin du comte de Calemberg, représentant la déesse Minerve assise tenant un médaillon avec les portraits de l'impératrice Marie-Thérèse et François de Lorraine. À ses côtés se tiennent deux putti représentant des génies, l'un portant une trompette et symbolisant la Renommée, l'autre une cruche symbolisant la force vive. Derrière la déesse se tient un troisième génie sous forme de putto tenant sa lance (disparue) et son bouclier à tête de Gorgone. Le groupe fut placé le 4 novembre 1751, jour de saint Charles Borromée, et porte la signature J. Bergé Bruxell. et la date 1751.

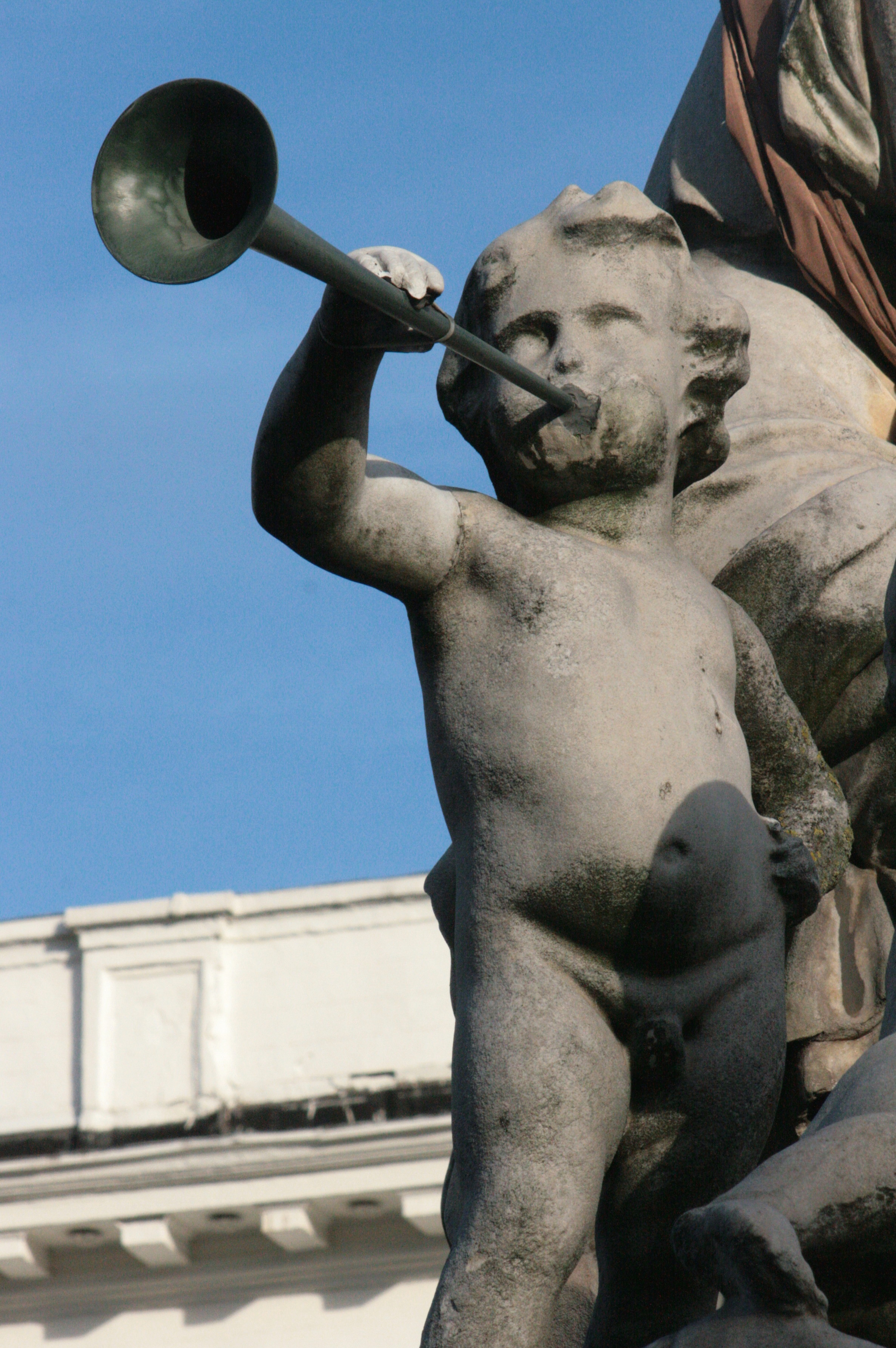
Putto avec trompette, symbolisant la Renommée.
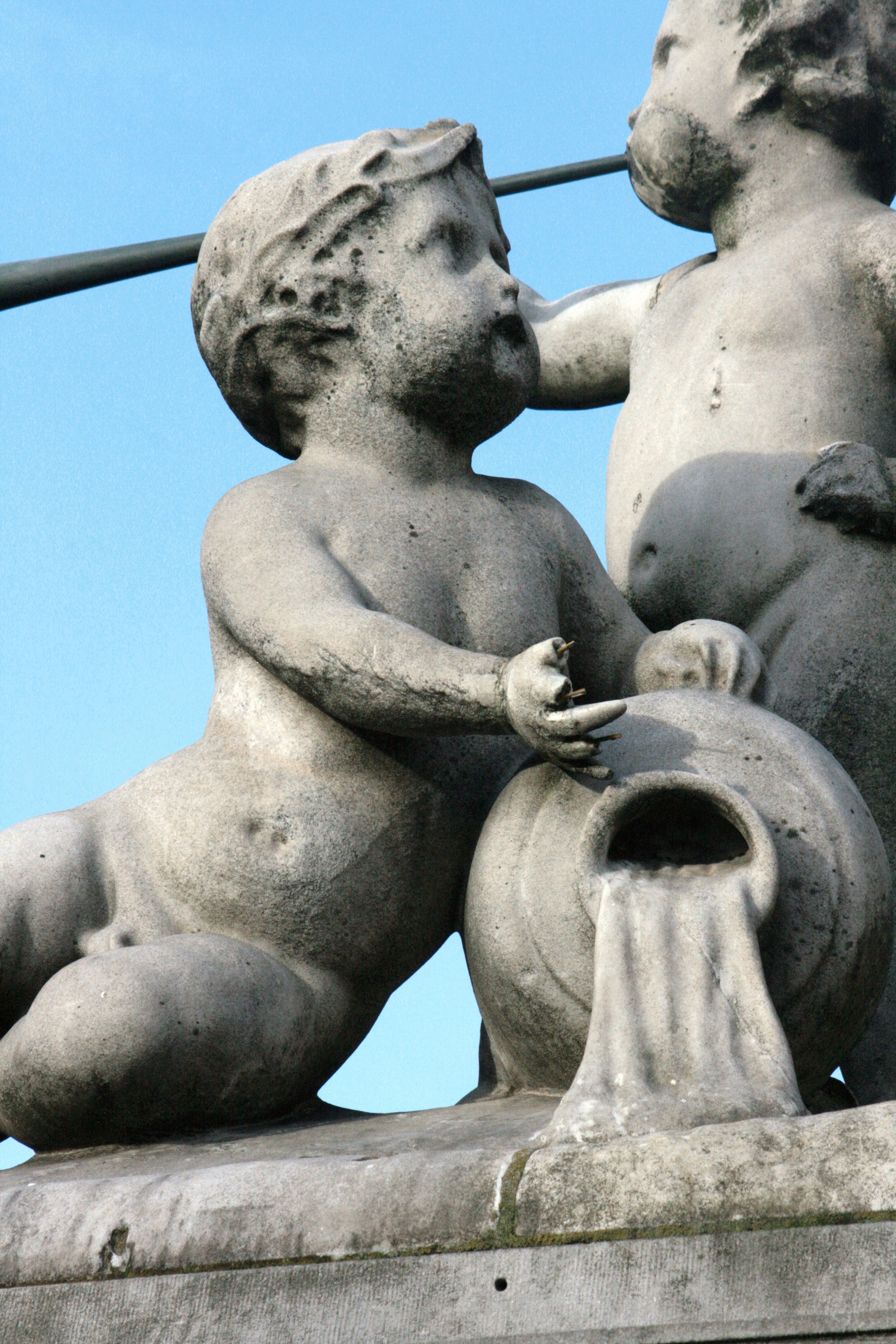
Putto avec cruche, symbolisant la force vive.
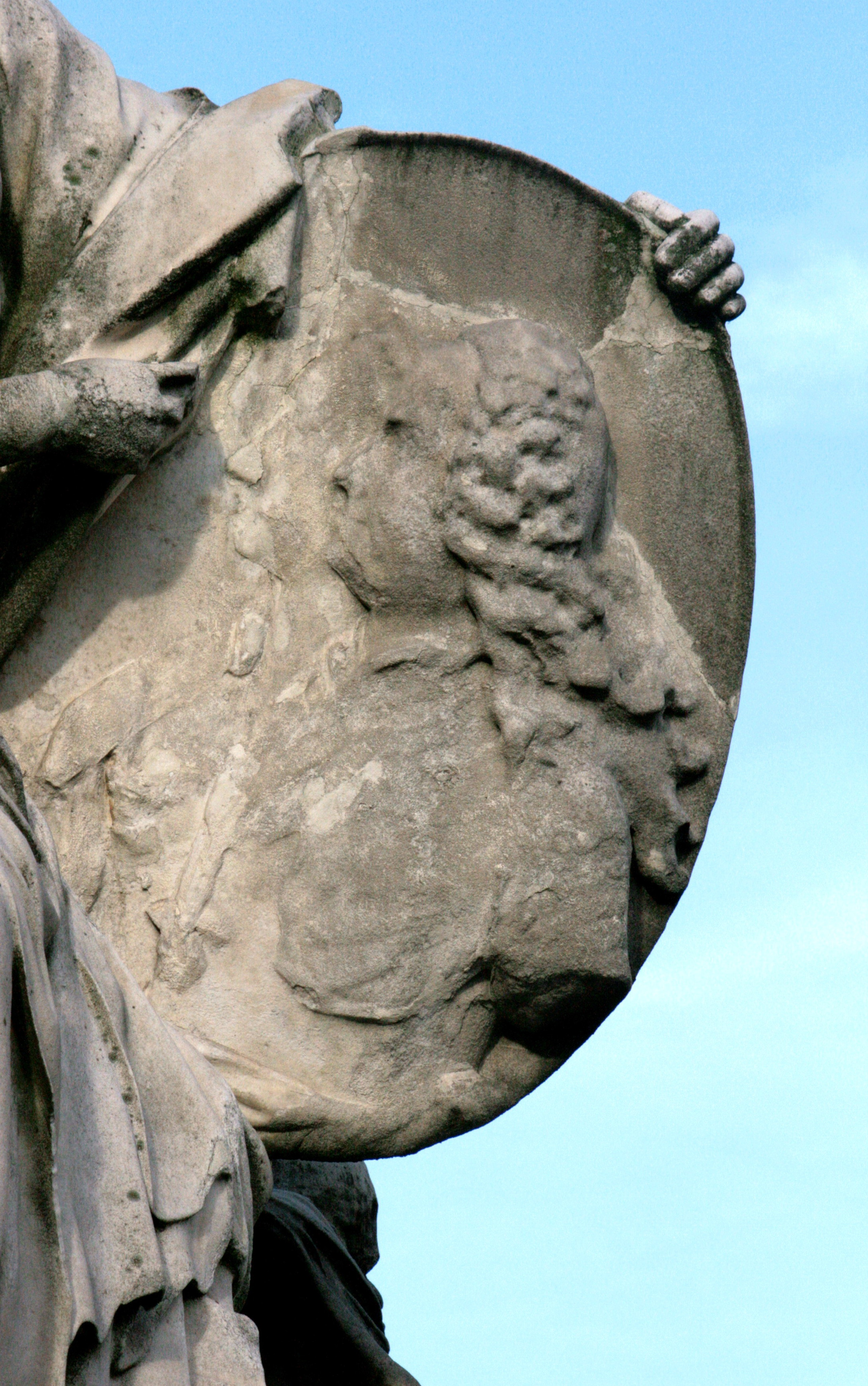
Médaillon représentant l'impératrice Marie-Thérèse et François de Lorraine.
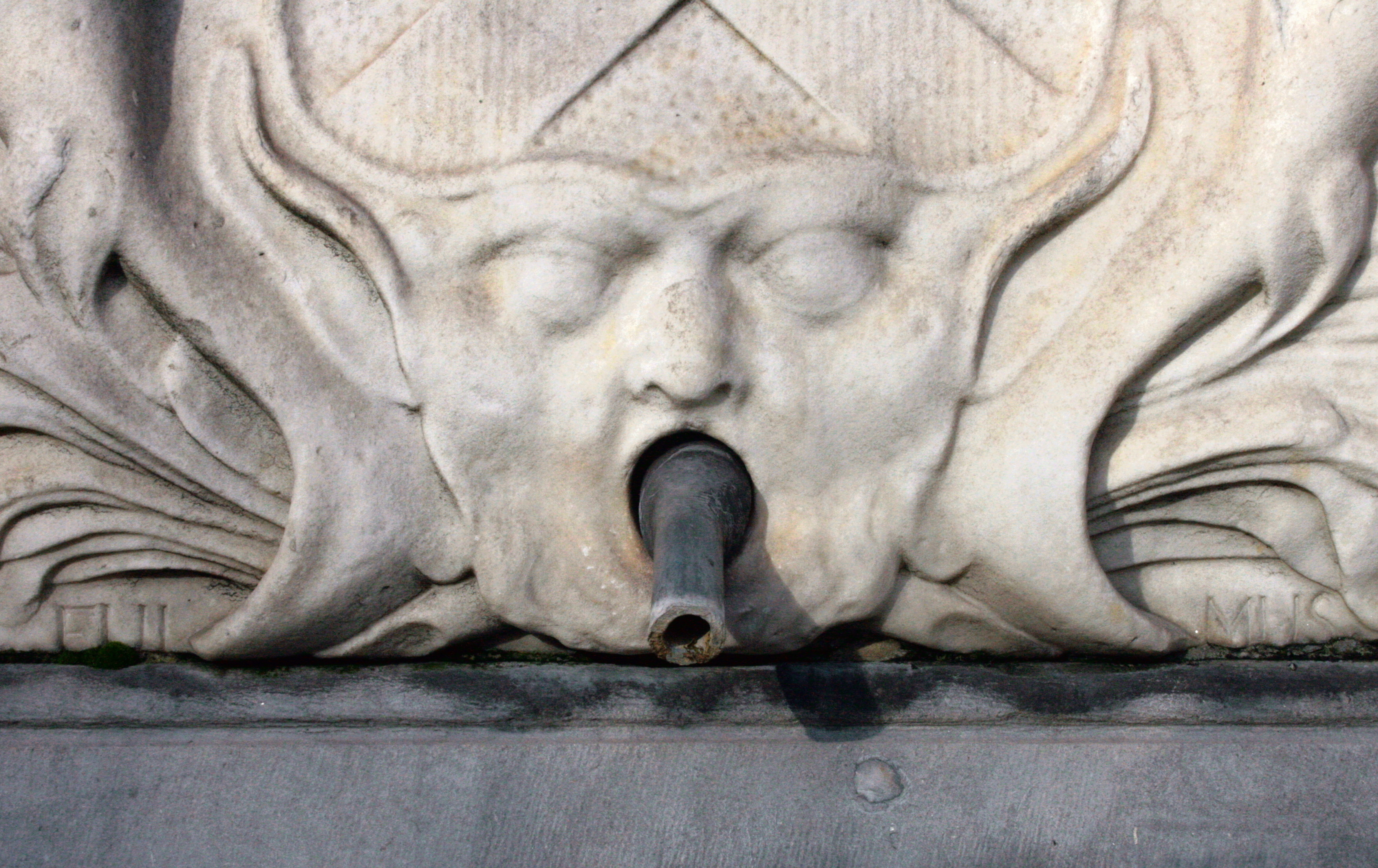
Cracheur avec devise «FUIMUS».